# マイク・サンタナ
マーク・サンチェス（Mark Sanchez, 1991年2月4日 - ）は、アメリカ合衆国ニューヨーク州ニューヨーク出身のプロレスラー。TNAにてマイク・サンタナ（Mike Santana）のリングネームで所属。

## 経歴

### キャリア初期
2007年にデビューし、ニューヨーク州やニュージャージー州を中心に試合を行う。
2012年からエンジェル・オルティスとタッグチームを結成し、インディ団体で数々のタッグチーム王座を戴冠した。

### インパクト・レスリング
2017年3月16日にオルティスと共にインパクト・レスリングに初登場し、ヒールユニット「ラテンアメリカン・エクスチェンジ（LAX）」に加入した。30日にはオルティスと共に4ウェイ戦に勝利し、インパクト世界タッグチーム王座を初戴冠。4月23日にはGFWタッグチーム王座も戴冠し、両王座を統一してGFW世界タッグチーム王座とした。
2018年5月24日、LAXに加入したキングが元のリーダーのコナンを襲撃し、新たなリーダーを自称。LAXの元メンバーであるヘルナンデスとホミサイドもこれに加わったが、サンタナとオルティスはコナン側に付いた。10月14日、コンクリート・ジャングル・デスマッチでオルティスと組み、ヘルナンデス、ホミサイドに勝利した。
2019年4月28日、オルティスと組んでペンタゴン・ジュニア、レイ・フェニックスに勝利し、4度目のインパクト世界タッグチーム王座を戴冠。7月にイーサン・ペイジ、ジョシュ・アレキサンダーに敗れて王座陥落した。この直後、オルティスと共にインパクト・レスリングを退団することが明らかとなり、8月9日が最後の出演となった。

### AEW
2019年8月31日、AEWのPPV『オール・アウト』にてオルティスと共に登場。試合を終えたばかりのペンタゴン・ジュニア、レイ・フェニックス、ニコラス・ジャクソンを襲撃した。10月2日のダイナマイトではクリス・ジェリコと共に6人タッグマッチでThe Elite（ケニー・オメガ、ヤング・バックス）に勝利した。その後はサミー・ゲバラ、ジェイク・ヘイガーも加わり、新ユニット「インナー・サークル」を結成した。
2022年2月9日のダイナマイトにて、ゲバラが脱退。3月9日のダイナマイトにてジェリコとヘイガーがサンタナとオルティスを裏切って襲撃し、インナー・サークルは解散となった。その後、オルティスとの不仲が報じられた。8月27日のPPV『オール・イン』での10人タッグマッチに敗れた後、オルティスとのタッグを解散し、10月27日にオルティスとのシングルマッチに勝利した。
2024年3月、AEW公式サイトの所属選手一覧からサンタナの名前が削除され、正式な発表はないものの退団となった。

### TNA復帰
2024年4月20日、TNA（2024年にインパクト・レスリングから改称）に復帰。24日に正式に契約したことが発表された。その後はムースが率いるユニット『ザ・システム』と抗争し、8月20日のPPV『エマージェンス』ではハーディー・ボーイズ、ジョー・ヘンドリーと組んでザ・システムと8人タッグマッチを行ったが、敗れた。12月13日のPPV『ファイナル・レゾリューション』ではTNA世界王座への挑戦者を決める4ウェイマッチに出場したが、敗れた。
2025年1月19日のPPV『ジェネシス』にて、ジョシュ・アレキサンダーとのアイ・クイット・マッチに勝利。この試合を最後にアレキサンダーはTNAを退団した。

### WWE
2025年5月25日、WWEのPPV『バトルグラウンド』にてバックステージに登場した。2日後のNXTにてWWEで初の試合を行い、シングルマッチでタビオン・ハイツに勝利。WWE所属ながらTNA世界王座を戴冠したトリック・ウィリアムズに王座挑戦をアピールし、抗争を開始した。